# Martin Schreiber
Martin Erik Svante Schreiber, född 31 oktober 2002 i Karlskoga, är en svensk professionell ishockeyspelare som spelar för Malmö Redhawks i SHL. Hans moderklubb är Bofors IK. Inför säsongen 2020/21 anslöt han till Linköping HC:s juniorsektion där han samma säsong gjorde seniordebut för klubben i SHL. Säsongen därpå vann han SM-guld med Linköpings J20-lag. 2023 var han med att spela upp Kalmar HC från Hockeyettan till Hockeyallsvenskan. Efter tre säsonger med Kalmar gick han 2025 till Malmö Redhawks.

## Karriär
Schreiber påbörjade sin ishockeykarriär i moderklubben Bofors IK och spelade i klubbens ungdoms- och juniorsektioner fram till och med säsongen 2019/20, undantaget en kort sejour till Luleå HF:s J18-lag 2019/20. Den efterföljande säsongen alternerade han spel i Linköping HC:s J20-lag och seniorlaget i SHL. Han gjorde SHL-debut den 17 november 2020 i en match mot IK Oskarshamn. Totalt spelade han under säsongen 13 matcher i SHL, där han gick poänglös ur samtliga. Säsongen 2021/22 noterades han för två framträdanden i SHL för Linköping. Han tillbringade istället större delen av säsongen med Linköping J20 och var i grundserien den poängmässigt bästa backen i J20 Nationell, tillsammans med Sebastian Törnqvist (Rögle BK) och Elias Sjöström (Södertälje SK). På 45 matcher noterades han för 35 poäng, varav sju mål. Tillsammans med Sjöström vann han också backarnas assistliga i grundserien med 28 assistpoäng. I JSM-slutspelet slog Linköping ut Södertälje SK, AIK och Örebro HK. I finalen besegrade man också Djurgårdens IF med 5–2 och tilldelades därmed ett SM-guld.
Den 2 juni 2022 bekräftades det att Schreiber skrivit ett ettårsavtal med Kalmar HC i Hockeyettan. Schreiber gjorde debut i serien den 2 oktober samma år i en match mot IF Troja-Ljungby. Den 15 januari 2023 gjorde Schreiber sitt första mål för Kalmar HC, i AllEttan Södra, på Oscar Malm i en 2–5-seger mot HC Dalen. I grundserien stod han för 14 poäng på 35 matcher, varav fyra mål. Kalmar vann både Hockeyettan- och Allettan Södra och kvalificerade sig sedan för första gången till Kvalserien till Hockeyallsvenskan genom att besegra IF Sundsvall Hockey med 3–1 i matcher. I Kvalserien misslyckades laget att ta sig till Hockeyallsvenskan då man slutade på andra plats. Laget erbjöds dock senare, i juli 2023, en plats i Hockeyallsvenskan då Kristianstads IK nekats elitlicens. På 14 slutspelsmatcher stod Schreiber för ett mål och fem assistpoäng.
Den 17 mars 2023 bekräftades det att Schreiber förlängt sitt avtal med Kalmar med ytterligare en säsong. Efter att klubben i början av juli samma år tackat ja till spel i Hockeyallsvenskan bekräftade man den 19 juli 2023 att Schreiber förnyat sitt avtal med Kalmar. Schreiber spelade sin första match i ligan den 29 september samma år. Månaden därpå, den 21 oktober, noterades han för sitt första mål i Hockeyallsvenskan, på Hugo Hävelid, i en 6–3-seger mot Djurgårdens IF. Schreiber spelade totalt 48 grundseriematcher och noterades för tre mål och sju assistpoäng. Kalmar slutade på tionde plats i grundserien och slogs därefter ut i åttondelsfinal av BIK Karlskoga med 2–1 i matcher.
Den 13 april 2024 bekräftades det att Schreiber förlängt sitt avtal med Kalmar med ytterligare en säsong. Han gjorde därefter sin dittills poängmässigt bästa grundserie med 19 poäng på 51 grundseriematcher, varav sex mål. Utöver detta var han den i laget som ådrog sig flest utvisningsminuter (51 minuter). Kalmar slutade på sjätte plats i grundserien och slogs därefter ut i kvartsfinalserien mot Södertälje SK med 4–1 i matcher.
Den 16 april 2025 stod det klart att Schreiber skrivit ett tvåårskontrakt med Malmö Redhawks i SHL.

## Statistik
| 2020–21                  | Linköping HC             | SHL                      | 13 | 0 | 0  | 0  | 2  | —  | — | — | — | — |
| 2021–22                  | Linköping HC             | SHL                      | 2  | 0 | 0  | 0  | 0  | —  | — | — | — | — |
| 2022–23                  | Kalmar HC                | Div. 1                   | 35 | 4 | 10 | 14 | 18 | 14 | 1 | 5 | 6 | 4 |
| 2023–24                  | Kalmar HC                | HA                       | 48 | 3 | 7  | 10 | 11 | 3  | 0 | 0 | 0 | 0 |
| 2024–25                  | Kalmar HC                | HA                       | 51 | 6 | 13 | 19 | 51 | 5  | 1 | 0 | 1 | 4 |
| Hockeyallsvenskan totalt | Hockeyallsvenskan totalt | Hockeyallsvenskan totalt | 99 | 9 | 20 | 29 | 62 | 8  | 1 | 0 | 1 | 4 |
| SHL totalt               | SHL totalt               | SHL totalt               | 15 | 0 | 0  | 0  | 2  | —  | — | — | — | — |